# Ruta 250 (Costa Rica)
La Ruta 250, oficialmente Ruta Nacional Secundaria 250, es una ruta nacional de Costa Rica ubicada en la provincia de Alajuela.

## Descripción
En la provincia de Alajuela, la ruta atraviesa el cantón de San Carlos (los distritos de Aguas Zarcas,  Pital).